# گواتاکوی
گواتاکوی (انگلیسی: Guataquí) نام یک منطقه مسکونی در کلمبیا است.